# Mareyopsis longifolia
Mareyopsis longifolia är en törelväxtart som först beskrevs av Ferdinand Albin Pax, och fick sitt nu gällande namn av Ferdinand Albin Pax och Käthe Hoffmann. Mareyopsis longifolia ingår i släktet Mareyopsis och familjen törelväxter. Inga underarter finns listade i Catalogue of Life.